# Tây Phương, Hà Nội
Tây Phương là một xã ngoại thành phía tây Thủ đô Hà Nội, Việt Nam. Xã được thành lập vào ngày 16 tháng 6 năm 2025 theo Nghị quyết số 1656/NQ-UBTVQH15, trên cơ sở hợp nhất toàn bộ diện tích tự nhiên và dân số của các xã: Thạch Xá, Phùng Xá, Hương Ngải, Lam Sơn; phần lớn diện tích tự nhiên và dân số của xã Quang Trung (đều thuộc huyện cũ Thạch Thất); một phần diện tích tự nhiên và dân số của thị trấn Quốc Oai và các xã: Ngọc Liệp, Ngọc Mỹ, Phượng Sơn (đều thuộc huyện cũ Quốc Oai). Xã có diện tích tự nhiên là 31,10 km2 và quy mô dân số là 99.874 người. Trụ sở Đảng ủy, Mặt trận Tổ quốc và các tổ chức chính trị − xã hội được đặt tại xã cũ Quang Trung; còn trụ sở Hội đồng nhân dân và Ủy ban nhân dân nằm tại xã cũ Thạch Xá.
Xã Tây Phương được đặt tên theo chùa Tây Phương − Di tích quốc gia đặc biệt nằm trên địa bàn xã. Ngôi chùa nổi tiếng với những pho tượng La Hán tuyệt đẹp đã đi vào thi ca, được công nhận Bảo vật quốc gia và có lễ hội là Di sản văn hóa phi vật thể quốc gia. Đây cũng là địa phương có nhiều làng nghề truyền thống, tiêu biểu nhất là nghề mộc với 05 làng đã được công nhận gồm: Chàng Sơn, Hữu Bằng, Canh Nậu, Dị Nậu và Hương Ngải. Ngoài ra, xã còn có làng nghề cơ kim khí Phùng Xá, làng nghề bánh chè lam Thạch Xá và làng nghề mây tre đan Bình Phú. Vùng đất Tây Phương vốn được biết đến với nghệ thuật múa rối nước làng Ra và là nơi khai sinh vở chèo Lưu Bình Dương Lễ. Đây cũng là quê hương của Tây Kỳ Vương Nguyễn Kính, Trạng Bùng Phùng Khắc Khoan và nhiều danh nhân khác.

## Vị trí địa lý
Xã Tây Phương nằm cách trung tâm Thủ đô khoảng 30km về phía tây. Xã có địa hình khá bằng phẳng, ngoài trừ phía cực tây có đồi Câu Lậu cao hơn 100m, là nơi tọa lạc ngôi chùa nổi tiếng. Xã Tây Phương hiện tiếp giáp với 06 đơn vị hành chính:
- Phía bắc giáp xã Phúc Thọ
- Phía nam giáp xã Kiều Phú
- Phía đông giáp 02 xã Hát Môn và Quốc Oai
- Phía tây giáp 02 xã Thạch Thất và Hạ Bằng

Từ trung tâm Thủ đô có thể đến đây theo hướng Đại lộ Thăng Long, khoảng km18 có khu công nghiệp Thạch Thất vốn thuộc địa bàn xã. Các tuyến xe buýt qua Tây Phương gồm: 74, 88, 89, 107, 117, 157

## Văn hóa
Khoa bảng Nho học

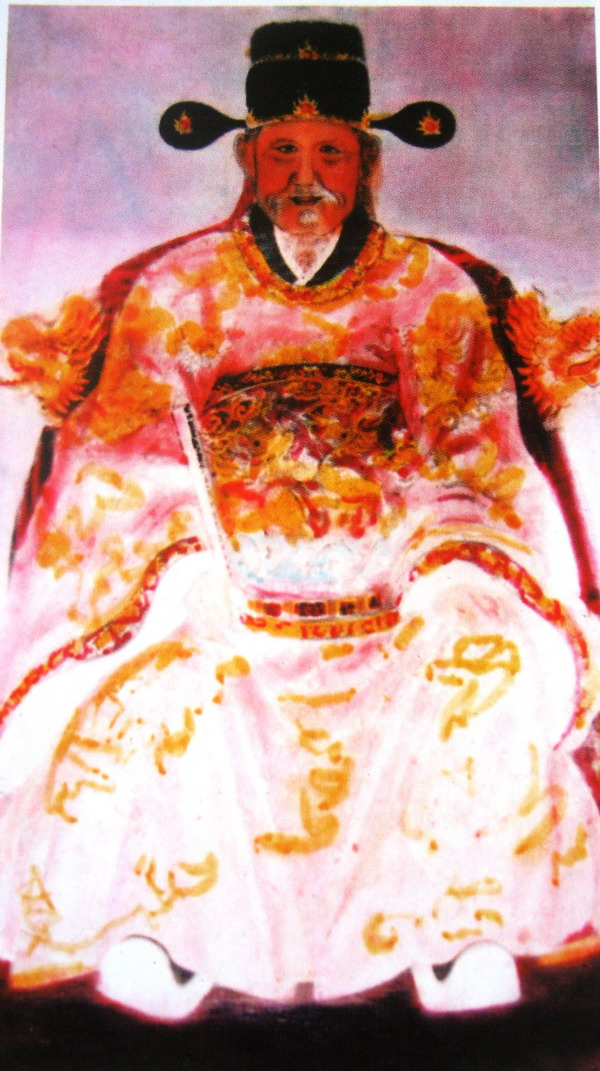
Chân dung Trạng Bùng Phùng Khắc Khoan

- Đỗ Đạt: Đệ nhị giáp tiến sĩ xuất thân triều Lê Thánh Tông (1487)
- Nguyễn Ngung: Đệ tam giáp đồng tiến sĩ triều Lê Thánh Tông (1487), tước Hầu
- Đỗ Hịch: Đệ tam giáp đồng tiến sĩ triều Lê Thánh Tông (1493)
- Phùng Đốc: Đệ nhị giáp tiến sĩ xuất thân triều Lê Hiến Tông (1499)
- Phí Thạc: Đệ nhị giáp tiến sĩ xuất thân triều Mạc Thái Tổ (1529)
- Đặng Lương Tá: Đệ nhị giáp tiến sĩ xuất thân triều Mạc Thái Tổ (1529)
- Phùng Khắc Khoan: Đệ nhị giáp tiến sĩ xuất thân triều Lê Anh Tông (1557), tước Mai Quận Công
- Phan Bảng: Đệ nhị giáp tiến sĩ xuất thân triều Lê Thần Tông (1623)
- Nguyễn Văn Đĩnh: Đệ tam giáp đồng tiến sĩ triều Lê Hy Tông (1679)
- Nguyễn Côn: Đệ tam giáp đồng tiến sĩ triều Lê Hy Tông (1680)
- Đỗ Thê: Đệ tam giáp đồng tiến sĩ triều Lê Hy Tông (1685)
- Nguyễn Nham: Đệ tam giáp đồng tiến sĩ triều Lê Dụ Tông (1715)
- Nguyễn Thì Lượng: Đệ tam giáp đồng tiến sĩ triều Lê Duy Phường (1731)
- Vũ Đình Dung: Đệ tam giáp đồng tiến sĩ triều Lê Thuần Tông (1733), tước Phùng Lĩnh Hầu
- Nguyễn Đăng Huân: Đình nguyên triều Nguyễn Minh Mạng (1829)
- Chu Duy Tân: Đệ tam giáp đồng tiến sĩ triều Nguyễn Tự Đức (1849)
- Vũ Huy Huyến: Đệ tam giáp đồng tiến sĩ triều Nguyễn Tự Đức (1862)
- Nguyễn Văn Bân: Đệ tam giáp đồng tiến sĩ triều Nguyễn Thành Thái (1901)

Binh nghiệp võ tướng
- Nguyễn Kính: công thần khai quốc triều Mạc, tước Tây Kỳ Vương
- Mạc Ngọc Liễn: Thái phó triều Mạc, tước Đà Quốc Công
- Vũ Chí Đạo: Thiếu tướng (1984), Chính ủy Binh chủng đặc công, tên thật là Nguyễn Hữu Chính
- Phí Văn Hải: Thiếu tướng (1990), Chủ nhiệm Kỹ thuật Quân khu 2
- Phùng Khắc Đăng: Trung tướng, Phó Chủ nhiệm Tổng cục Chính trị, Đại biểu Quốc hội khóa XIII
- Phí Quốc Tuấn: Trung tướng (2012), Tư lệnh Bộ Tư lệnh Thủ đô Hà Nội
- Đỗ Căn: Thượng tướng (2019), Phó Chủ nhiệm Tổng cục Chính trị, Đại biểu Quốc hội khóa XII

Văn nghệ, thể thao
- Tào Mạt: soạn giả chèo, Nghệ sĩ nhân dân (1993) được truy tặng Giải thưởng Hồ Chí Minh (1996)
- Bằng Việt: nhà thơ nhận Giải thưởng Nhà nước về văn học (2001)
- Phan Lạc Hoa: nhạc sĩ nổi tiếng với ca khúc Tàu anh qua núi
- Phú Quang: nhạc sĩ nổi tiếng với ca khúc Em ơi Hà Nội phố
- Nguyễn Lộc: võ sư sáng lập Việt Võ Đạo (Vovinam)
- Cấn Tất Dự: đô vật 05 lần vô địch SEA games (2011, 2013, 2019, 2022, 2023)[10]

Di tích đã xếp hạng
| STT                       | Tên                      | Vị trí        | Quyết định        | Ngày       |
| ------------------------- | ------------------------ | ------------- | ----------------- | ---------- |
| Di tích quốc gia Đặc biệt |                          |               |                   |            |
| 1                         | Chùa Tây Phương          | Làng Thạch    | 2408/QĐ-TTg       | 31/12/2014 |
| Di tích quốc gia          |                          |               |                   |            |
| 2                         | Chùa Thạch Thôn          | Làng Thạch    | 95/1998/QĐ- BVHTT | 31/08/1998 |
| 3                         | Đình Yên Thôn            | Làng Yên      | 95/1998/QĐ- BVHTT | 31/08/1998 |
| 4                         | Đình Chàng Sơn           | Làng Chàng    | 1728VH/QĐ         | 02/10/1991 |
| 5                         | Chùa Chàng Sơn           | Làng Chàng    | 1728VH/QĐ         | 02/10/1991 |
| 6                         | Quán Chàng Sơn           | Làng Chàng    | 1728VH/QĐ         | 02/10/1991 |
| 7                         | Đình Hữu Bằng            | Làng Nủa      | 1758VH/QĐ         | 05/09/1989 |
| 8                         | Chùa Hữu Bằng            | Làng Nủa      | 1758VH/QĐ         | 05/09/1989 |
| 9                         | Văn chỉ Hữu Bằng         | Làng Nủa      | 1758VH/QĐ         | 05/09/1989 |
| 10                        | Quán Vĩnh Lộc            | Làng Lọc      | 2009VH/QĐ         | 15/11/1991 |
| 11                        | Nhà thờ Phùng Khắc Khoan | Làng Bùng     | 34VH/QĐ           | 09/01/1990 |
| 12                        | Đình Phùng Thôn          | Làng Bùng     | 57VH/QĐ           | 18/01/1993 |
| 13                        | Chùa Phùng Thôn          | Làng Bùng     | 57VH/QĐ           | 18/01/1993 |
| 14                        | Đình Phú Đa              | Làng Ra       | 57VH/QĐ           | 18/01/1993 |
| 15                        | Chùa Đặng                | Làng Bình Xá  | 52/2001/QĐ- BVHTT | 26/12/2001 |
| 16                        | Đình Thôn Bến            | Làng Bến      | 1539VH/QĐ         | 27/12/1990 |
| 17                        | Chùa Thôn Bến            | Làng Bến      | 1539VH/QĐ         | 27/12/1990 |
| 18                        | Đình Dị Nậu              | Làng Dị Nậu   | 1539VH/QĐ         | 27/12/1990 |
| 19                        | Chùa Dị Nậu              | Làng Dị Nậu   | 1539VH/QĐ         | 27/12/1990 |
| 20                        | Chùa Canh Nậu            | Làng Canh Nậu | 1430/QĐ           | 12/10/1993 |
| 21                        | Quán Canh Nậu            | Làng Canh Nậu | 1430/QĐ           | 12/10/1993 |
| 22                        | Đình Canh Nậu            | Làng Canh Nậu | 1430/QĐ           | 12/10/1993 |

| STT                                                                 | Tên                    | Vị trí        | Quyết định | Ngày       |
| ------------------------------------------------------------------- | ---------------------- | ------------- | ---------- | ---------- |
| Di tích cấp tỉnh, thành phố                                         |                        |               |            |            |
| 23                                                                  | Chùa Ba Thôn           | Làng Dị Nậu   | 47QĐ/UB    | 10/01/2003 |
| 24                                                                  | Chùa Thôn 3            | Làng Canh Nậu | 47QĐ/UB    | 10/01/2003 |
| 25                                                                  | Chùa Thôn 1            | Làng Canh Nậu | 306QĐ/UB   | 22/02/2006 |
| 26                                                                  | Chùa Thôn 4            | Làng Canh Nậu | 306QĐ/UB   | 22/02/2006 |
| 27                                                                  | Quán Hương Ngải        | Làng Ngái     | 1054QĐ/UB  | 10/08/2005 |
| 28                                                                  | Đình Giang             | Làng Ngái     | 1054QĐ/UB  | 10/08/2005 |
| 29                                                                  | Đình Đông Thanh        | Làng Ngái     | 1054QĐ/UB  | 10/08/2005 |
| 30                                                                  | Đình Bình Xá           | Làng Bình Xá  | 655QĐ/UB   | 03/07/2000 |
| 31                                                                  | Đình Thái Hòa          | Làng Thái Hòa | 158QĐ/UB   | 04/02/2003 |
| 32                                                                  | Đền Động Hoa           | Làng Yên      | 313/QĐ     | 05/02/2002 |
| 33                                                                  | Đình Trong             | Làng Thạch    | [ 12 ]     | 07/08/2020 |
| 34                                                                  | Miếu Cầu Cả            | Làng Lọc      | [ 13 ]     | 24/06/2024 |
| 35                                                                  | Văn chỉ Vĩnh Lộc       | Làng Lọc      | [ 13 ]     | 24/06/2024 |
| 36                                                                  | Đình Vĩnh Lộc          | Làng Lọc      | [ 14 ]     | [ 14 ]     |
| 37                                                                  | Chùa Vĩnh Lộc          | Làng Lọc      | [ 14 ]     | [ 14 ]     |
| 38                                                                  | Quán Làng Bùng         | Làng Bùng     | [ 14 ]     | [ 14 ]     |
| 39                                                                  | Văn chỉ Làng Bùng      | Làng Bùng     | [ 14 ]     | [ 14 ]     |
| 40                                                                  | Võ chỉ Làng Bùng       | Làng Bùng     | [ 14 ]     | [ 14 ]     |
| 41                                                                  | Nhà thờ quan trấn      | Làng Bùng     | [ 14 ]     | [ 14 ]     |
| 42                                                                  | Nhà thờ họ Nguyễn Đăng | Làng Bùng     | [ 15 ]     | 12/05/2016 |
| Danh sách này không đầy đủ, bạn cũng có thể giúp mở rộng danh sách. |                        |               |            |            |